# Decameronul
Decameronul (în italiană Il Decamerone, din grecește: δεκα – zece și εμερον – zile, subtitlu: Prencipe Galeotto) este o colecție de o sută de nuvele, scrise între 1349 și 1353 de umanistul italian Giovanni Boccaccio (1313-1375). Este o operă alegorică, cunoscută pentru poveștile sale despre iubire, care apare sub toate aspectele sale, de la punctul de vedere erotic până la cel tragic. Dincolo de popularitatea sa, Decameronul rămâne un document important despre viața și obiceiurile din Italia secolului al XIV-lea.

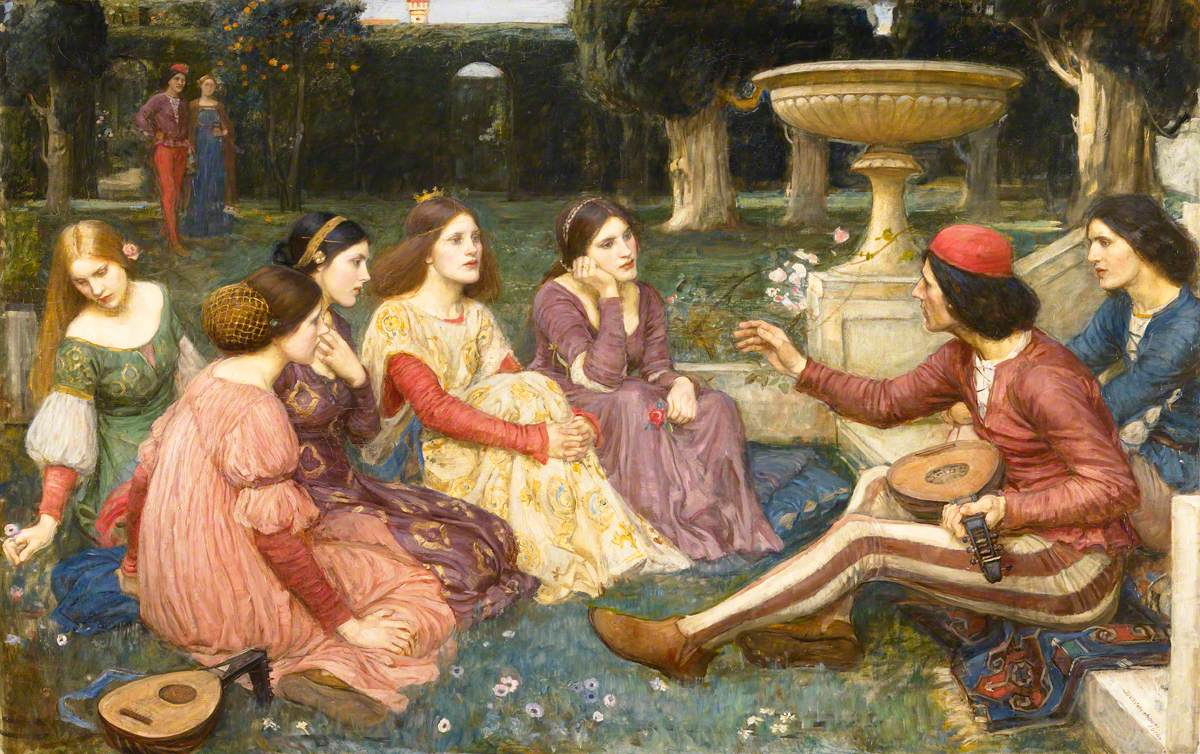
O poveste din Decameron de John William Waterhouse (1916)